# 大腸包小腸

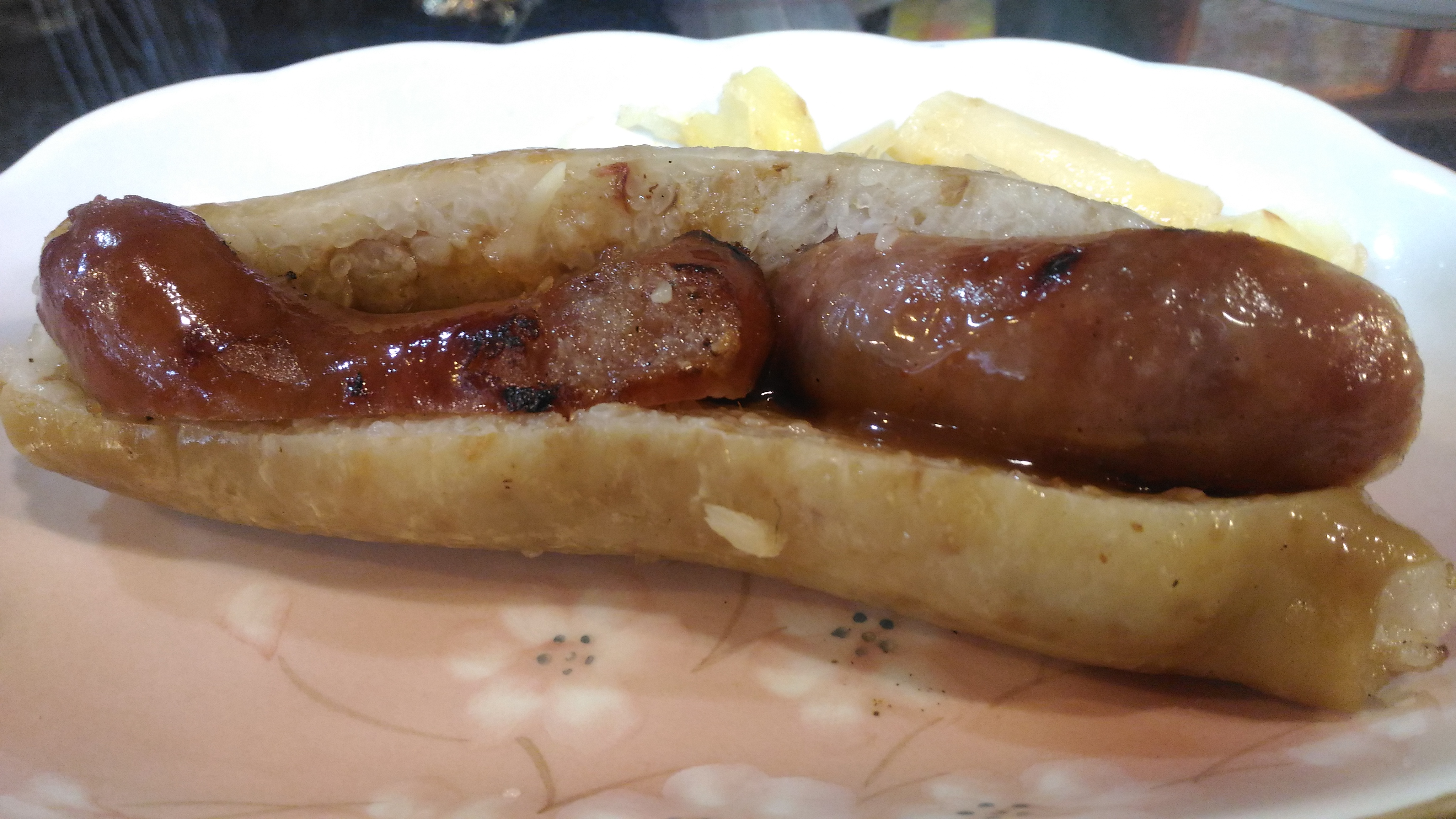
大腸包小腸

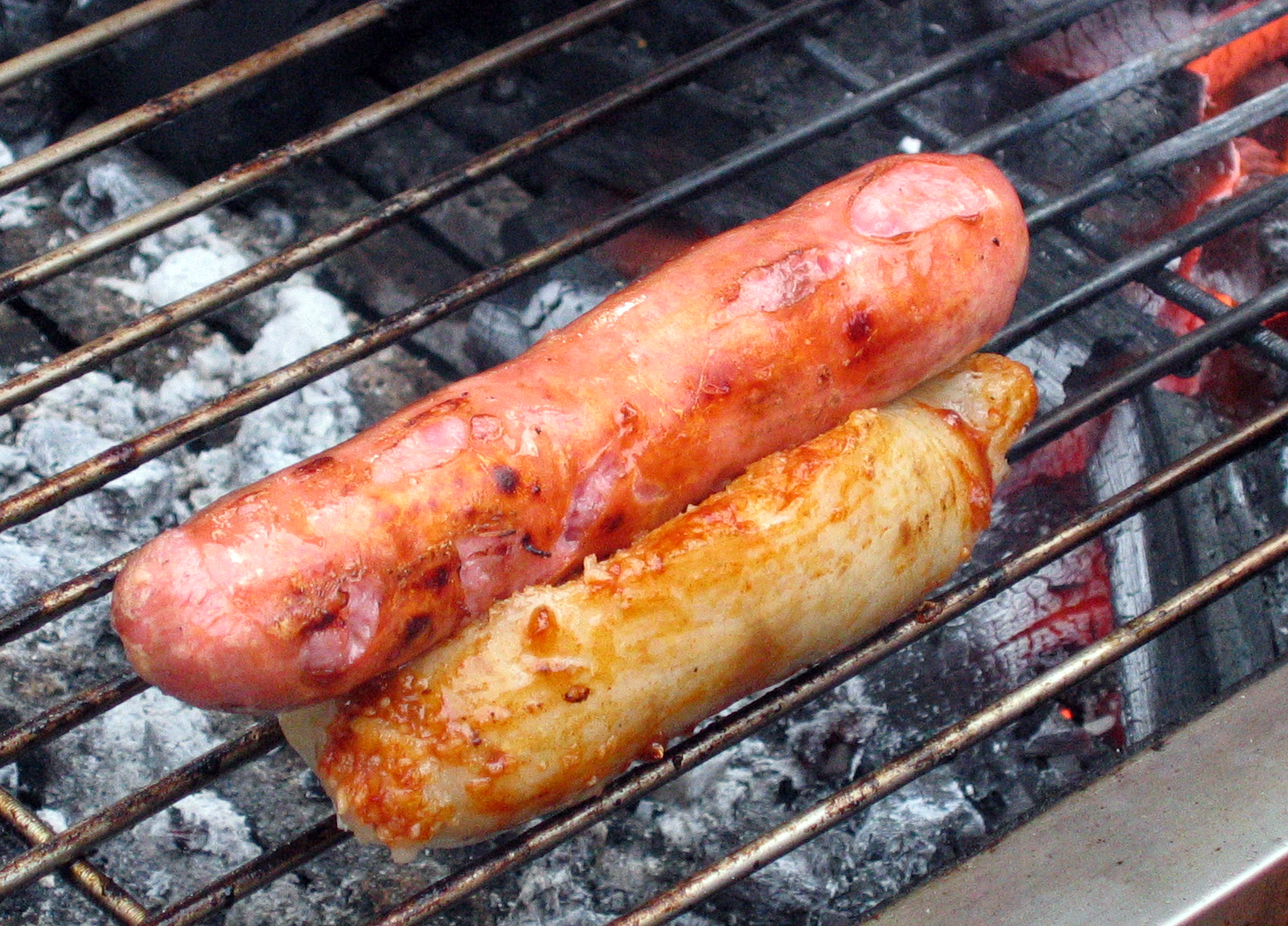
西門町徒步區內的大腸包小腸

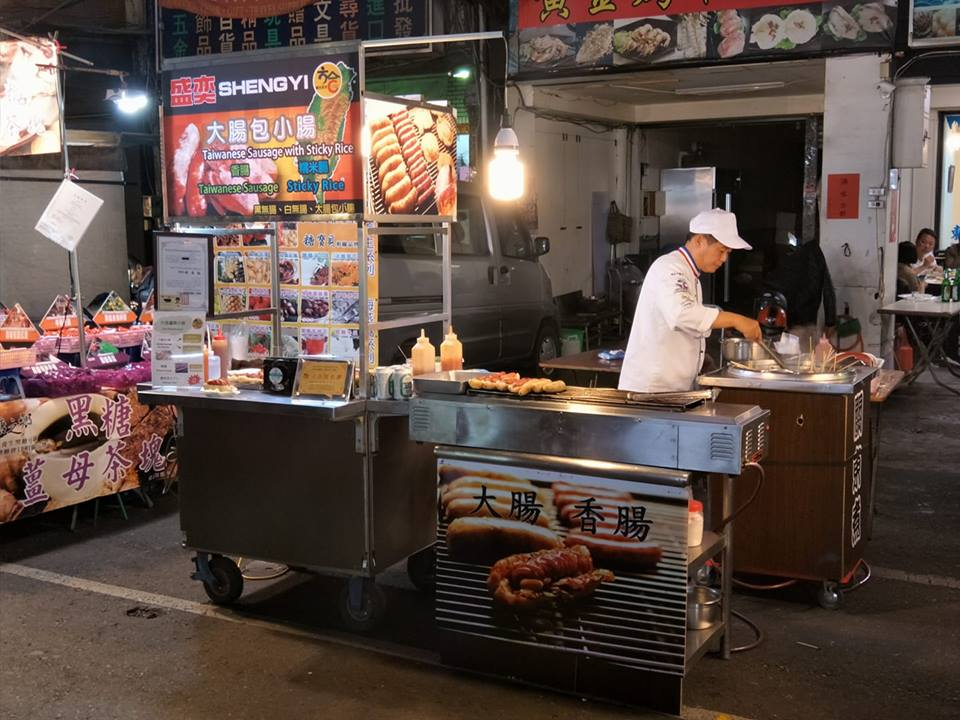
六合夜市盛奕大腸包小腸

大腸包小腸是臺灣的一種小吃，發源於臺灣花蓮的客家人出門工作時的點心，於1990年代開始在臺灣夜市流行，目前已成為臺灣各地普遍的小吃。在許多景點，常有小攤販與客人以骰子對賭，故有句俗諺曰「黑無腸，白無腸，大腸包小腸」。

## 做法
切開烤過的糯米腸，夾住體積較小、烤過的台式香腸，塗抹醬油膏等醬料，用炭火或爐火烤熟後，加上生大蒜及台式酸菜即成。部份賣者會加上香菜、花生粉、酸菜、大蒜、九層塔、黑胡椒醬料等。

## 参見
- 臺灣小吃
- 臺灣料理
- 台灣飲食
- 大餅包小餅
- 民主香腸